# Pon-Karidjatou Traoré
Pon-Karidjatou Traoré, accreditata anche come Kadidiatou Traoré (9 gennaio 1986), è una velocista burkinabé.

## Palmarès
| Anno | Manifestazione               | Sede        | Evento      | Risultato | Prestazione | Note |
| ---- | ---------------------------- | ----------- | ----------- | --------- | ----------- | ---- |
| 2005 | Campionati africani juniores | Radès       | 200 m piani | 4ª        | 24"89       |      |
| 2005 | Campionati africani juniores | Radès       | 4×100 m     | Bronzo    | 49"01       |      |
| 2005 | Giochi della Francofonia     | Niamey      | 200 m piani | Batteria  | 25"33       |      |
| 2005 | Giochi della Francofonia     | Niamey      | 4×100 m     | Bronzo    | 45"99       |      |
| 2013 | Giochi della Francofonia     | Nizza       | 100 m piani | Batteria  | 12"15       |      |
| 2013 | Giochi della Francofonia     | Nizza       | 200 m piani | 7ª        | 24"71       |      |
| 2014 | Campionati africani          | Marrakech   | 100 m piani | 5ª        | 11"60       |      |
| 2015 | Giochi panafricani           | Brazzaville | 100 m piani | Bronzo    | 11"49       |      |
| 2015 | Giochi panafricani           | Brazzaville | 200 m piani | Finale    | dns         |      |